# Klis
Klis je naselje i općina u Splitskom zaleđu. Nastalo je podno srednjovjekovne tvrđave. Naziv je od klisura na kojoj je izgrađena tvrđava. Bio je prvi hrvatski glavni grad te kraljevska prijestolnica iz dinastije Trpimirovića.

## Općinska naselja
U sastavu općine nalazi se 9 naselja (stanje 2006.), to su: Brštanovo, Dugobabe, Klis, Konjsko, Korušce, Nisko, Prugovo, Veliki Bročanac i Vučevica.
Uz rubove terasastih krških polja nalaze se naselja: Rupotina (Gornja i Donja), Klis-Megdan, Belimovača, Klis-Grlo, Brdo, Kurtovići, Ozrna (Gornja, Srednja i Donja), Klis-Varoš, Klis-Kosa i Klis-Majdan.

## Zemljopis
Klis, kao brdo oko kojega se razvilo naselje Klis, najpoznatije je po svojoj tvrđavi koja je jedan od simbola hrvatskog otpora u vrijeme prodora Turaka. Promatran iz Splita, vrh Klisa djeluje kao hrid s čije zapadne strane se pruža Kozjak, a istočne Mosor. Ujedno je predstavljao prijevoj koji je spajao Split za zaleđem, odnosno Zagorom. Tu ulogu ima i danas, jer njime prolaze stara i nova cesta iz Splita prema sjeveru, odnosno spoj prema autocesti. Klis se nalazi oko 5 km od Splita.

## Klima
Klis ima mediteransku klimu, najviše temperature su u mjesecu srpnju koje dostižu do 40°C, najhladniji je mjesec siječanj, a najniže temperature u njemu su oko –5 °C.

## Stanovništvo

### Popis 2021.
Po popisu stanovništva iz 2021. godine, općina Klis imala je 5219 stanovnika, raspoređenih u 9 naselja:
- Brštanovo – 273
- Dugobabe – 125
- Klis – 3490
- Konjsko – 281
- Korušce – 74
- Nisko – 182
- Prugovo – 576
- Veliki Bročanac – 174
- Vučevica – 44

### Popis 2011.
Prema popisu stanovništva iz 2011. godine, Općina Klis ima 4801 stanovnika. Većina stanovništva su Hrvati s 98,29 %, a po vjerskom opredijeljenju većinu od 94,56 % čine pripadnici katoličke vjere.

### Popis 2001.
Po popisu stanovništva iz 2001. godine, općina Klis imala je 4421 stanovnika, raspoređenih u 9 naselja:
- Brštanovo – 354
- Dugobabe – 122
- Klis – 2611
- Konjsko – 253
- Korušce – 97
- Nisko – 279
- Prugovo – 472
- Veliki Bročanac – 169
- Vučevica – 64

Hrvati su jedini autohtoni i većinski stanovnici ovog mjesta.
| broj stanovnika | 3890  | 4266  | 4392  | 4939  | 5668  | 6228  | 7334  | 7299  | 6324  | 6360  | 6010  | 5113  | 4063  | 4241  | 4367  | 4801  | 5226  |
|                 | 1857. | 1869. | 1880. | 1890. | 1900. | 1910. | 1921. | 1931. | 1948. | 1953. | 1961. | 1971. | 1981. | 1991. | 2001. | 2011. | 2021. |

| broj stanovnika | 1082  | 1196  | 1248  | 1442  | 1704  | 2018  | 2212  | 2700  | 2251  | 2364  | 2464  | 2176  | 1827  | 2320  | 2557  | 3001  | 3496  |
|                 | 1857. | 1869. | 1880. | 1890. | 1900. | 1910. | 1921. | 1931. | 1948. | 1953. | 1961. | 1971. | 1981. | 1991. | 2001. | 2011. | 2021. |

## Povijest
Klis je u 9. stoljeću bio sjedište hrvatskih knezova i kraljeva Trpimirovića, odnosno u tom svojstvu je bio hrvatskim glavnim gradom. Kasnije je pripadao raznim hrvatskim feudalcima. 
Zbog svoga istaknutoga položaja dugo vremena je predstavljao teško osvojivu utvrdu. Srednjovjekovni Klis bio je sjedište uskoka, hrvatskih boraca protiv turske i mletačke najezde. 
Ugarsko-hrvatski kralj Bela IV. se pred navalom Mongola s obitelji i svitom povukao u Dalmaciju i sklonio se u tvrde gradove Klis, Split i Trogir, koje Mongoli nisu uspjeli zauzeti. Tijekom tatarske invazije u Dalmaciji (1242.), u Klisu, su preminule dvije malodobne Beline kćeri, princeze Margareta i Katarina, čiji su zemaljski ostaci pohranjeni u maleni sarkofag i postavljeni iznad ulaza u splitsku katedralu, gdje se i danas nalaze. Također u Klisu se rodila još jedna Belina kćer, također Margareta, koja je kasnije postala sveticom.
Njegovim osvajanjem 1537. godine, Turci su uspjeli doći i zauzeti Solin te prodirati kroz Kaštela na južnim obroncima Kozjaka, ali nikada nisu uspjeli zauzeti Split. Turci ga utvrđuju i grade džamiju s minaretom. Za njihove vlasti, bio je sjedištem upravne jedinice Kliškog sandžaka. Preostali kliški uskoci, nakon pada tvrđave, preselili su se u Senj (senjski uskoci).
1583. se pokušalo osloboditi Klis od osmanske vlasti no pohod nije uspio. Bojeći se osvete, dio je bunjevačkih Hrvata iz tih krajeva izbjegao u Liku, a 860 se je obitelji smjestilo oko Bakra. Iz ove su skupine Hrvati koji su 1610. iz Like u organizaciji franjevaca odselili u Podunavlje, u Bačku, nakon neuspješna ustanka protiv ličko-sandžačkog bega Memiševića.
Klis je kratkotrajno oslobođen 1596. u akciji splitskih plemića Ivana Albertija i Nikole Cindra, a konačno 1648., za trajanja Kandijskog rata, kada ga osvajaju Mlečani na čelu s Vukom Mandušićem i Stipanom Sorićem. Oni utvrđuju grad, a džamiju pretvaraju u crkvu. Današnji izgled Klisa potječe iz vremena posljednje mletačke obnove.
Novije naselje je nastalo nakon povlačenja Turaka. U naselju se nalazi stara turska česma. Povijesna zbirka s Tvrđave preseljena je u Muzej grada Splita.

## Poznate osobe
- Petar Kružić, uskočki kapetan i zapovjednik koji se borio protiv Turaka
- Sveta Margareta Ugarska, časna sestra, ugarsko-hrvatska princeza, kći kralja Bele IV.
- Stjepan Glavina, prvoligaški i međunarodni nogometni sudac
- Josip Smodlaka, hrvatski pravnik i političar
- Ante Vetma, hrvatski športski djelatnik, u nogometu, malom nogometu, rukometu; igrač, organizator, sudac
- Nedjeljko Špiro Erceg, hrvatski športski djelatnik u nogometu i visoki lokalni dužnosnik

## Spomenici i znamenitosti
- Kliška tvrđava
- Rimska cesta
- U kliškoj tvrđavi se nalazi jedna od tri očuvane osmanske džamije na području Republike Hrvatske. Džamija je sagrađena nedugo nakon osmanskog osvajanja Klisa 1537.g. Prepravljena je u katoličku crkvu nakon mletačkog osvajanja Klisa 1648.g, te je u toj namjeni ostala do sadašnjosti.
- U naselju se nalazi stara turska česma.

- Posvetna ploča prilikom ulaska u Klišku tvrđavu
- Kliška tvrđava, pogled iz mjesta
- Detalj Kliške tvrđave
- Detalj Kliške tvrđave s pogledom na Kliško polje

## Kultura
- Povijesna postrojba Kliški uskoci
- KGD "Mosor" Klis-Kosa, osnovano 1936. godine.
- Klape na Klisu, klapski susret

## Šport
- Nogometni klub "Uskok"
- Boksački klub
- Šahovski klub

Memorijalni nogometni turnir Zdravka Uvodića održava se od 1993.

## Vanjske poveznice
- [neaktivna poveznica]
- Povijesna postrojba Kliški uskoci - Povijest Klisa

|  | Portal Hrvatske: pristup člancima s tematikom o Hrvatskoj |